# دانکن کامرون
دانکن کامرون (انگلیسی: Duncan Cameron; ۲۰ مهٔ ۱۸۰۸ – ۸ ژوئن ۱۸۸۸) ژنرال نیروی زمینی بریتانیا بود که در جنگ کریمه و بخشی از جنگ‌های نیوزیلند جنگید. او بعدها فرمانده کالج نظامی سلطنتی سندهرست شد.
کامرون که در خانواده‌ای با سنت نظامی متولد شده بود، در سال ۱۸۲۵ به ارتش بریتانیا پیوست. او که به هنگ ۴۲ پیاده نظام مأمور شده بود، تا سال ۱۸۵۴ به درجه سرهنگ دومی رسید و فرمانده گردان بود. او در جنگ کریمه خدمت کرد و در نبرد آلما جنگید. پس از آن، فرماندهی تیپ هایلند را بر عهده گرفت و آن را در نبرد بالاکلاوا و محاصره سواستوپول رهبری کرد. او جنگ را به عنوان سرلشکر موقت به پایان رساند و به خاطر خدماتش چندین نشان افتخار دریافت کرد. سپس قبل از اینکه در سال ۱۸۶۰ فرمانده کل اسکاتلند شود، مجموعه‌ای از پست‌های آموزشی و مشاوره‌ای را در ارتش بریتانیا بر عهده داشت.
سال بعد، کامرون به عنوان فرمانده نیروهای بریتانیا در نیوزیلند منصوب شد که با جنگ‌های جاری نیوزیلند سر و کار داشت.  در آن زمان، دولت استعماری درگیر درگیری با مائوری‌ها در منطقه تاراناکی بود. با این حال، زمانی که کامرون به تاراناکی رسید، آتش‌بس برقرار شده بود. دو سال بعد، او درگیری‌های بیشتری را در این منطقه سرکوب کرد و سپس حمله به وایکاتو را برای مقابله با جنبش پادشاه، یک مقاومت مائوری که حاکمیت بریتانیا در این کشور را تهدید می‌کرد، رهبری کرد. او فرماندهی یک سری درگیری‌های عمدتاً موفق با کینگیت‌ها، پیروان جنبش پادشاه، را بر عهده داشت، اما هیچ‌کدام تعیین‌کننده نبودند. تا مارس ۱۸۶۴، او در قلب وایکاتو پیشروی کرده و کینگیت‌ها را به سرزمین پادشاه رانده بود. در آوریل ۱۸۶۴، نیروهای او در دروازه پا شکست بزرگی متحمل شدند. در این مرحله، کامرون از نحوه جنگ ناامید شده بود. برخلاف میلش، در اوایل سال ۱۸۶۵، فرماندهی لشکرکشی علیه مائوری‌ها در جنوب تاراناکی را بر عهده گرفت. تحت فشار سیاسی برای شروع جنگی که آن را نامناسب می‌دانست، استعفا داد و در اوت ۱۸۶۵ نیوزیلند را ترک کرد.
در سال ۱۸۶۸، کامرون به درجه سپهبدی رسید و به عنوان فرماندار کالج نظامی سلطنتی در سندهرست منصوب شد. او تا سال ۱۸۷۵ در این سمت باقی ماند و در آن زمان با درجه ژنرالی و نشان صلیب بزرگ شوالیه از نشان حمام از خدمت سربازی بازنشسته شد. او در سال ۱۸۸۸ در سن ۸۰ سالگی درگذشت.